# Lulu Suite
La Lulu-Suite est une pièce en 5 mouvements pour orchestre et soprano qu'Alban Berg écrivit en 1934 à la demande d'Erich Kleiber pour faciliter la diffusion de l'opéra entier Lulu, encore inachevé. Le morceau fut créé à Berlin par Erich Kleiber le 30 novembre 1934.
Les 5 mouvements sont les suivants :
1. Rondo et Hymne
2. Ostinato
3. Lied de Lulu
4. Variations
5. Adagio

Le Lied de Lulu est repris de l'acte II scène 1 de l'opéra et l'adagio reprend la fin de l'opéra avec la mort de la comtesse Geschwitz. Ces 2 morceaux sont chantés par la même soprano alors que dans l'opéra la comtesse est une mezzo.
L'ostinato est l'interlude du deuxième acte.
Cette œuvre a été rapidement écrite et souffre de déséquilibres : la première partie dure autant que les 4 dernières, le Lied de Lulu est après l'ostinato, le rôle du docteur Schön a disparu.